# Neal Carter
Matthew Neal Carter (Wapakoneta, 30 augustus 1923 – Bradenton, 23 april 2019) was een Amerikaans autocoureur. 
In 1952 schreef hij zich in voor de Indianapolis 500, maar wist zich niet te kwalificeren. Deze race was ook onderdeel van het Formule 1-kampioenschap.
Hij overleed in 2019 op 95-jarige leeftijd.